# Centro Deportivo Olímpico de Nankín
El Centro Deportivo Olímpico de Nankín (chino simplificado :南京奥林匹克体育中心) es un estadio multiusos de Nankín, China y fue la sede principal de los Juegos Olímpicos de la Juventud 2014 y de los 10.° Juegos Nacionales de la República Popular de China. El recinto, situado en la provincia de Jiangsu, es uno de los más grandes en aforo del país.

## Características
El estadio fue inaugurado el 1 de mayo de 2005, tiene una capacidad para 61 443 espectadores, fue diseñado por el International Estudio de arquitectura Populous Sports. 
El Parque Olímpico incluye 61 443 asientos del estadio de usos múltiples, 13 000 asientos en el Gimnasio, 4000 asientos en el complejo acuático norma FINA, 4000 asientos en el Centro de Tenis, y usa 23 000 metros cuadrados del Centro de Tecnología de la Información, y varios campos deportivos recreativos.
Con una inversión de 869,8 millones de yuanes, utilizando en el área de construcción de 136 340 metros cuadrados y con 62 000 asientos en la audiencia se podrían organizar atletismo, fútbol y otros eventos deportivos y espectáculos de gran envergadura. La construcción en la parte superior de la estructura es de doble superficie. El estadio también luce una gran pantalla a color es la marca Belga "Barco (Barco)", al norte y al sur dos pantallas con una superficie total de 560 metros cuadrados. Es el décimo estadio que fue sede de los Juegos Nacionales de las ceremonias de apertura y clausura. En este estadio el Jiangsu Sainty F.C. hace de local sus encuentros.

### Arena
Se usaron 6 millones de metros cuadrados en el área de construcción, incluyendo la sala sub-principal y las dos piezas del museo, con 13 000 plazas, de las que, de acuerdo a las diferentes competiciones y actividades que necesitan de un cierto número de escaños fue demolido y se trasladó, es el primero basado doméstica. Además del estadio podría celebrarse de atletismo bajo techo y en bicicleta fuera de todas las competiciones deportivas cubiertas, presentaciones culturales y exposiciones y otros eventos de gran tamaño.

### Natatorio
El natatorio tiene 4000 asientos, e incluye una piscina, una piscina de buceo, piscina de entrenamiento y una piscina infantil. Fue la sede de la Natación en los Juegos Olímpicos de la Juventud 2014

### Centro de Tenis
En el Centro de Tenis se usaron en el área de construcción cerca de 4 millones de metros cuadrados, con 21 estándares requeridos de acuerdo con el organizador de la competencia internacional con capacidad 4000 personas, entre ellas un lugar definitivo para dos personas del lugar en semifinales para dar cabida a 2000 personas, 14 juegos al aire libre lugares y cuatro lugares interiores.

### Centro de Información Tecnológica
El Centro de Información tecnológica utiliza cerca de 23 000 metros cuadrados, es el centro de gestión del Centro de Deportes Olímpico, que puede albergar diferentes tipos de eventos y actividades, comunicados de prensa, entrega de noticias y realización de servicios de oficina.

### Hoteles
Cerca del Estadio se ubican muy lujosas instalaciones cómo por ejemplo:
- El hotel Nanjing Xiangzhang Huaping Wenquandujia Bieshu ofrece claras cristalinas aguas termales, amplias habitaciones con aire acondicionado y servicio de mayordomo atento. Este hotel es dominio exclusivo de los miembros privilegiados de la familia imperial china.

- El Nanjing Yi Lai Celebrity City Hotel está convenientemente ubicado a 40 kilómetros del aeropuerto de Nankín, a 6 km de la estación de tren y cerca de lugares de interés como Gulou Square, la calle peatonal Hunan y el Shiziqiao Food Street (Centro de comida).

- El Regalia Resort & Spa está situado en las orillas del río Qinhuai, cerca del Templo de Confucio. Centrándose en la intimidad y el lujo discreto, este hotel boutique ofrece diversas habitaciones y suites, la mayoría de ellas con jacuzzi.